# مکانیک تحلیلی
مکانیک تحلیلی (انگلیسی: Analytical mechanics) شاخه‌ای از فیزیک نظری و فیزیک ریاضی است، که به تجزیه‌وتحلیل حرکت سیستم‌های مختلف می‌پردازد. در مکانیک کلاسیک حرکت در حالت کلی مورد بحث قرار می‌گیرد؛ ولی در مکانیک تحلیلی، به ریزه‌کاری‌های موجود در حرکت پرداخته می‌شود. مکانیک تحلیلی جهت آماده‌سازی برای کار پیشرفته در فیزیک، جنبه اساسی دارد. یکی از اهداف مکانیک تحلیلی تحریک حس کنجکاوی در خواننده است به گونه‌ای که او را به فکر کردن دربارهٔ پدیده‌های فیزیکی در قالب عبارات ریاضی، آماده می‌کند و زمینه‌ای برای درک عمیق اصول اساسی مکانیک ایجاد می‌نماید.
سیر کلی مطالب در مکانیک تحلیلی بگونه‌ای است که ابتدا مفاهیم اساسی، قوانین مکانیک و ثقل به زبان ریاضی بیان می‌شوند، سپس مسئله حرکت در فضای یک بعدی به‌طور کامل تشریح می‌گردد و حرکت نوسانگر هماهنگ، به عنوان مهمترین مثال حرکت تک بعدی بررسی می‌شود، که در این بررسی اعداد مختلف برای نمایش کمیت‌های نوسانی استفاده می‌شود؛ بنابراین یک توصیف اولیه‌ای از مکانیک به وجود می‌آید. در این مرحله جبر برداری، به عنوان یک ابزار قوی در بیان مسائل مکانیک و کاربرد آن در مکانیک مورد بررسی قرار می‌گیرد و حرکت به حالت‌های دو بعدی و سه بعدی تقسیم می‌شود. به این ترتیب پایه‌های لازم برای مطالعه حرکت سیستم‌های مختلف، پی‌ریزی می‌گردد. در نهایت به مطالعه پیشرفته‌تر نظیر مکانیک محیط‌های پیوسته، مکانیک لاگرانژی و نظریه ارتعاشات کوچک پرداخته می‌شود.